# Santa María del Campo Rus
Santa María del Campo Rus és un municipi de la província de Conca, a la comunitat autònoma de Castella-La Manxa.

## Demografia
| 1991 |  | 1996 |  | 2001 |  | 2004 |
| ---- |  | ---- |  | ---- |  | ---- |
| 952  |  | 823  |  | 773  |  | 762  |